# Auto-Bug Company
Die Auto-Bug Company ist ein ehemaliger, kurzlebiger US-amerikanischer Automobilhersteller. Aus dem Unternehmen ging die beständigere Norwalk Motor Car Company hervor, die bis 1922 aktiv war.

## Beschreibung
Der Gründer, Arthur E. Skadden († 1919), war zuvor Werksleiter beim Eisenwarenhersteller Pressed Radiator Company in New Castle (Pennsylvania). Er gründete im März 1909 in Norwalk (Ohio) die Auto-Bug Company, um einen von ihm entwickelten Highwheeler zu bauen. Das Fahrzeug wurde als Auto-Bug in verschiedenen Versionen mit identischer Technik angeboten. Der Name enthält ein Wortspiel, denn im Englischen bedeutet "Bug" Käfer, was sich auf die Räder beziehen kann. Es kann aber auch die Kurzform von "Buggy" gemeint sein. Motor-Buggy war eine geläufige Bezeichnung für solche Autos.

## Technik
Der Auto-Bug hatte die für Highwheeler typischen, großen Holzspeichenräder aus dem Kutschenbau. Als Antrieb diente ein Zweizylindermotor mit 22 PS nach N.A.C.C.-Norm (N.A.C.C.: National Automobile Chamber of Commerce, Vorgänger der SAE). Er war mit der ungefederten Hinterachse verblockt.  

## Modelle
- Auto-Bug Model C Runabout; US$ 850[1]
- Auto-Bug Model E Touring; US$ 850[1]
- Auto-Bug Model F Surrey; US$ 850[1]
- Auto-Bug Model 5/24 Lieferwagen; US$ 850[1]

## Erfolgreich, trotzdem kurzlebig
Obwohl dieses einfache Fahrzeug recht erfolgreich war, wurde die Produktion bereits Ende 1910 aufgegeben. Skadden hatte erkannt, dass die Zukunft aufwendiger konstruierten, „richtigen“ Fahrzeugen gehörte. Bereits im April 1910 benannte Skadden das Unternehmen um in Norwalk Motor Car Company und stellte entsprechende Fahrzeuge her. Obwohl er damit dem Auto-Bug das Schicksal der meisten anderen Highwheeler ersparte, scheiterte die Norwalk Motor Car Company zunächst.